# 13001 Woodney
13001 Woodney (1981 VL) là một tiểu hành tinh vành đai chính được phát hiện ngày 2 tháng 11 năm 1981 bởi B. A. Skiff ở trạm Anderson Mesa thuộc Đài thiên văn Lowell.